# Донє Кусонє
Донє Кусонє (хорв. Donje Kusonje) — населений пункт у Хорватії, у Вировитицько-Подравській жупанії у складі громади Вочин.

## Населення
Населення за даними перепису 2011 року становило 5 осіб.
Динаміка чисельності населення поселення:

## Клімат
Середня річна температура становить 11,02 °C, середня максимальна – 25,02 °C, а середня мінімальна – -5,21 °C. Середня річна кількість опадів – 781 мм.
| Клімат поселення                              | Клімат поселення | Клімат поселення | Клімат поселення | Клімат поселення | Клімат поселення | Клімат поселення | Клімат поселення | Клімат поселення | Клімат поселення | Клімат поселення | Клімат поселення | Клімат поселення | Клімат поселення |
| Показник                                      | Січ.             | Лют.             | Бер.             | Квіт.            | Трав.            | Черв.            | Лип.             | Серп.            | Вер.             | Жовт.            | Лист.            | Груд.            |                  |
| Середній максимум, °C                         | 7,00             | 8,42             | 12,87            | 17,06            | 21,90            | 25,02            | 24,13            | 23,66            | 19,68            | 14,84            | 9,25             | 5,00             |                  |
| Середня температура, °C                       | 0,90             | 2,30             | 6,77             | 10,94            | 15,81            | 18,91            | 20,81            | 20,34            | 16,36            | 11,51            | 5,93             | 1,68             |                  |
| Середній мінімум, °C                          | −5,21            | −3,8             | 0,66             | 4,84             | 9,68             | 12,80            | 17,48            | 17,02            | 13,03            | 8,19             | 2,60             | −1,65            |                  |
| Норма опадів, мм                              | 47               | 43               | 49               | 63               | 74               | 93               | 72               | 76               | 64               | 67               | 75               | 58               |                  |
| Середньомісячна швидкість вітру, м/с          | 2.16             | 2.41             | 2.71             | 2.60             | 2.34             | 2.18             | 2.10             | 1.90             | 1.94             | 2.00             | 2.12             | 2.20             |                  |
| Середньомісячна сонячна радіація, кДж/м²·день | 4147             | 6926             | 10798            | 15194            | 19346            | 21492            | 22266            | 19846            | 14654            | 9119             | 4735             | 3501             |                  |
| --------------------------------------------- | ---------------- | ---------------- | ---------------- | ---------------- | ---------------- | ---------------- | ---------------- | ---------------- | ---------------- | ---------------- | ---------------- | ---------------- | ---------------- |
| Джерело:                                      |                  |                  |                  |                  |                  |                  |                  |                  |                  |                  |                  |                  |                  |